# Вільковський Володимир Вікторович
Володи́мир Ві́кторович Вілько́вський (нар. 20 липня 1983 — пом. 29 серпня 2014) — старший солдат Збройних сил України, учасник російсько-української війни.

## Короткий життєпис
Народився 1983 року в місті Кобеляки (Полтавська область). 1989 року розпочав навчання в одній із ЗОШ міста Кобеляки, згодом родина переїхала в село Самарщина; середню освіту здобув у Іванівській ЗОШ. Закінчив Кобеляцьке СПТУ № 43, здобув спеціальність тракториста-машиніста. 2003 призваний до лав ЗСУ, по закінченню служби повернувся до Самарщини, працював трактористом у ПСП «Колос».
Призваний за мобілізацією 2 квітня 2014 року, стрілець-помічник гранатометника 93-ї окремої механізованої бригади.
Загинув під Іловайськом під час обстрілу з РСЗВ «Град», зв'язок з Володимиром обірвався 28 серпня. 2 вересня його тіло разом з тілами 87 інших загиблих у Іловайському котлі привезено до запорізького моргу.
Упізнаний за експертизою ДНК серед похованих під Запоріжжям невідомих Героїв. 7 квітня 2015 року перепохований у селі Самарщина. В останню дорогу Володимира прощали усім селом.
Без сина лишились батько Віктор Вільковський і мама Тамара Твердохліб.

## Нагороди та вшанування
За особисту мужність і героїзм, виявлені у захисті державного суверенітету та територіальної цілісності України, вірність військовій присязі під час російсько-української війни, відзначений — нагороджений:
- 22 вересня 2015 року — орденом «За мужність» III ступеня (посмертно);[2]
- 23 серпня 2015-го на будівлі сільського клубу Самарщини відкрито меморіальну дошку на честь Володимира Вільковського;
- рішенням 41-ї позачергової сесії Кобеляцької районної ради 6-го від 16.10.2015 Володимиру Вільковському присвоєно звання Почесного громадянина Кобеляцького району;
- нагрудним знаком «За вірність народу України» І ступеня — розпорядження голови Полтавської обласної ради № 240, 25.12.2015.
- Його портрет розміщений на меморіалі «Стіна пам'яті полеглих за Україну» у Києві: секція 3, ряд 5, місце 36
- Вшановується 29 серпня на щоденному ранковому церемоніалі вшанування українських захисників, які загинули цього дня у різні роки внаслідок російської збройної агресії[3]
- Іловайський Хрест (посмертно)